# HD 182509
HD 182509 (HR 7370) är en ensam stjärna i södra delen av stjärnbilden Kikaren. Den har en skenbar magnitud av ca 5,69 och är svagt synlig för blotta ögat där ljusföroreningar ej förekommer. Baserat på parallax enligt Gaia Data Release 3 på ca 5,1 mas, beräknas den befinna sig på ett avstånd på ca 635 ljusår (ca 195 parsek) från solen. Den rör sig närmare solen med en heliocentrisk radialhastighet på ca -5 km/s.

## Egenskaper
HD 182509 är en röd till orange jättestjärna av spektralklass K4 III, som befinner sig på den röda jättegrenen. Den har en massa som är ca 1,1 solmassa, en radie som är ca 33 solradier och har ca 329 gånger solens utstrålning av energi från dess fotosfär vid en effektiv temperatur av ca 4 300 K. Stjärnan har metallicitet liknande solens och som de flesta andra jättar har den en låg projicerad rotationshastighet av <1 km/s.
HD 182466 är en stjärna med hög egenrörelse som ligger separerad från HD 182509 med 76,1 bågsekunder vid en positionsvinkel av 236°. År 2008 listade Eggleton och Tokovonin paret som en dubbelstjärna. Men dess parallax och egenrörelse anger att den istället är ett förgrundsobjekt. Komponenterna C och D är å andra sidan svaga optiska bakgrundsobjekt, medan E-komponenten troligen är obefintlig.